# روبرت بار (كاتب)
روبرت بار (بالإنجليزية: Robert Barr) هو كاتب، وروائي كندي - أسكتلندي، وُلِد في 16 سبتمبر 1849 في (غلاسكو)، أسكتلدا، وكان الابن الأكبر من بين ثمانية أطفال لروبرت بار وجين واتسون. في عام 1876 تزوّج من إيفا بينيت في بلدة رالي بمقاطعة أونتاريو الكندية، وأنجب منها ابنًا وابنة. وتوفي في 21 أكتوبر 1912 في وولدنغهام، إنجلترا.
كان بار شخصًا اجتماعيًا بطبعه، مغرمًا بالسفر والنوادي الأدبية، ويُعرف بقدرته على السرد الممتع وروح الدعابة. كوّن صداقات مع أبرز كتّاب عصره مثل جوزيف كونراد، روديارد كبلينغ، آرنولد بينيت، هربرت جورج ويلز، وهنري رايدر هاغارد. ورغم كتابته لمقالات ومسرحيات بالتعاون مع كتّاب آخرين، فضلًا عن تقارير السفر والمقابلات، فإن شهرته جاءت من إنتاجه الغزير في مجال الرواية والقصة، حيث تميّز بفهم دقيق لأذواق الجمهور، مما جعله كاتبًا جماهيريًا بامتياز.
رغم مرور الزمن، ما تزال بعض أعماله في مجال التحري والقصص الغامضة تُدرج في مختارات أدبية، وقد نالت كتاباته اهتمامًا أكاديميًا محدودًا، وإن لم تُنسَ تمامًا.

نال روبرت بار تكريمًا أكاديميًا بمنحه درجة دكتوراه فخرية من جامعة ميشيغان عام 1900، اعترافًا بإنجازاته الأدبية المتميزة التي مزجت بين السخرية والاحترافية، وبصمة لا تُخطئها العين في تاريخ الأدب الشعبي الإنجليزي.

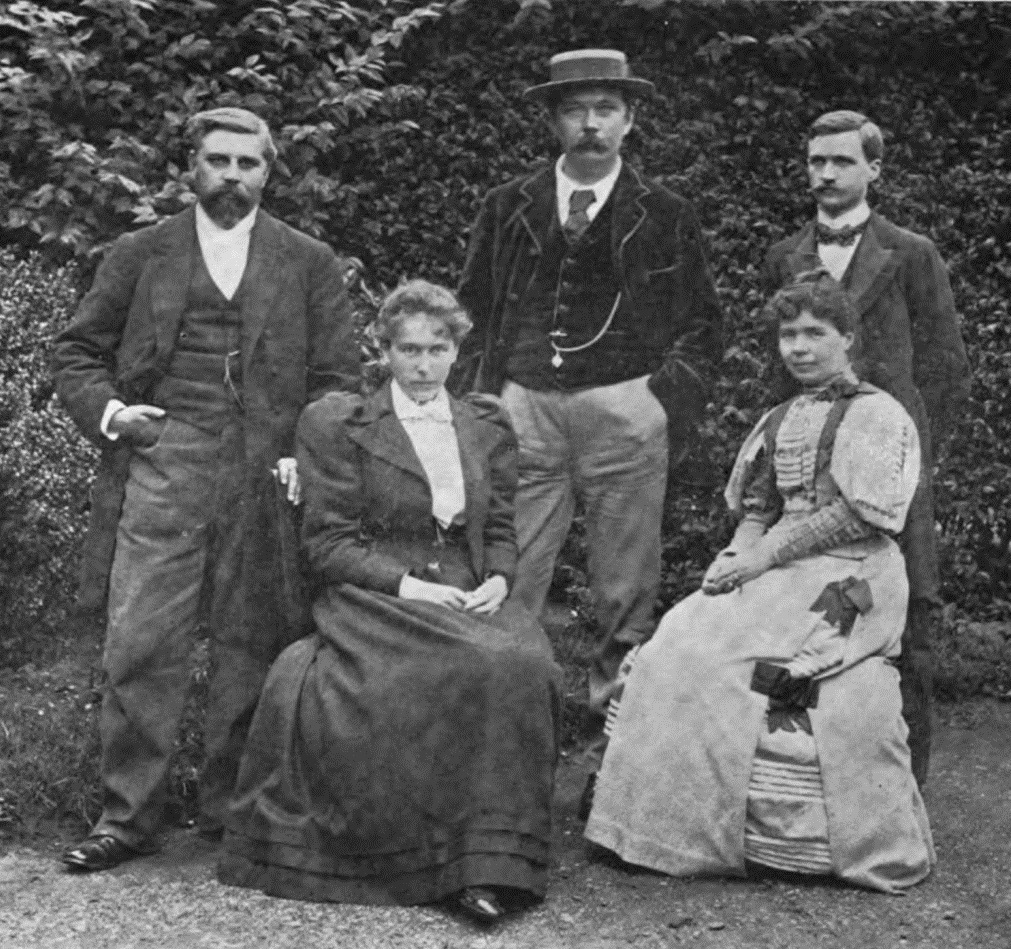
روبرت بار (على اليسار) مع آرثر كونان دويل (في المنتصف)، روبرت ماكلور، أبنة دويل مع وزجته (الأمام)

## حياته
هاجرت عائلة بار من اسكتلندا إلى كندا العليا (أونتاريو حاليًا) عام 1854، واستقرّت لاحقًا في مزرعة قرب بلدة مويركيرك. نشأ روبرت وهو يساعد والده الذي كان يعمل نجارًا وبنّاءً، ويُعرف بشغفه بالقراءة. تلقّى تعليمه في بلدة دونويتش، ثم أصبح معلمًا في مقاطعة كِنت، والتحق بالمدرسة النموذجية في تورونتو عام 1873. بعد تخرجه، عمل مدرسًا في ووكرفيل، وفي عام 1874 عُيّن مديرًا للمدرسة المركزية في وندسور.
منذ صغره، كان بار يسلّي إخوته الصغار بسرد القصص، وهو ما مهّد لطريقه نحو الكتابة. في سبعينيات القرن التاسع عشر، بدأ يكتب بأسلوب ساخر تحت اسم مستعار هو "لوك شارب - Luke Sharp" – وهو اسم استلهمه من لافتة متجر نعوش كان يمر بها يوميًا أثناء دراسته في تورونتو، مكتوب عليها "Luke Sharpe, Undertaker"، ووجد هذا التناقض بين الكلمات طريفًا. حيث نشر الطرائف والقصص القصيرة في مجلات كندية مثل مجلة Grip الساخرة في تورونتو. إحدى أولى قصصه، وهي وصف ساخر لرحلة بالقارب في بحيرة إيري عام 1875، رُفضت من الصحف الكندية، لكنها نُشرت بشكلٍ متسلسل في صحيفة Detroit Free Press، التي عيّنته لاحقًا كصحفي في عام زواجه 1876. ومع انضمام أخويه جيمس وجون لاحقًا للصحيفة، أصبح بار كاتب عمود ثم محررًا لتبادل الأخبار.
كان بار معروفًا بأسلوبه الصريح في الحديث، وروحه الاجتماعية، وإدمانه على التدخين، وانخراطه في الأندية الأدبية. قام ببناء منزله الخاص، Hillhead، في وولدنغام، حيث كان صديقًا داعمًا لجاره الكاتب ستيفن كرين (Stephen Crane)، كما جمعته علاقات مع العديد من الأدباء البارزين في عصره. شملت هواياته ركوب الدراجات، والغولف، والتصوير الفوتوغرافي، والسفر إلى أماكن مثل الجزائر، وألمانيا، وسويسرا، واسكتلندا، وإيطاليا، والولايات المتحدة، وكندا.

## عمله في لندن
في عام 1881، أُوفد بار إلى لندن  — حيث أقام حتى وفاته — لتأسيس النسخة البريطانية الأسبوعية من صحيفة Detroit Free Press، والتي حققت نجاحًا لافتًا رغم طابعها الترفيهي أكثر من الإخباري.
أسس بار عام 1892 مجلة The Idler في لندن، بالشراكة مع الكاتب الساخر والمسرحي جيروم ك. جيروم. انسحب من رئاسة التحرير عام 1894، لكنه أصبح المالك والمحرر الوحيد في أبريل 1902. وقد نشرت المجلة، ذات الطابع الرفيع والإخراج الفخم، روايات متسلسلة وقصصًا كتبها بار وأدباء مرموقون مثل ستيفن كرين، مارك توين، آرثر كونان دويل، سارة جانيت دنكان، وإسرائيل زانغويل. كما احتوت على تقارير مسرحية ورياضية، ورسوم توضيحية، ومقابلات، وقصص قصيرة، وركن أسبوعي بعنوان Idlers Club. تميّزت المجلة بروح فكاهية أنيقة موجهة للقراء من الطبقة الوسطى والمثقفين، حتى توقّف إصدارها في مارس 1911.

## كتاباته
كان أبرز ما يميز روبرت بار هو ذكاء حبكاته وابتكاره للانعطافات الساخرة التي يحوّل بها المواقف البسيطة إلى مفارقات غير متوقعة. لم يكن لديه اهتمام خاص بالتفاصيل الواقعية، إذ كانت أماكن رواياته مجرد خلفيات وظيفية للأحداث. تميزت لغته السردية بالرصانة، لكنها افتقدت إلى الطابع المميز. أما شخصياته، فظلت مسطحة إلى حد كبير، دون عمق نفسي أو فيزيائي، إذ برزت فقط من خلال الحوارات المرحة والتعليقات الساخرة.
تميّزت قصصه القصيرة بسخرية لاذعة أو حبكات ماكرة، كما في مجموعته القصصية الشهيرة (!Revenge) انتقام! (لندن، 1896). أما رواياته، فغالبًا ما تدور حول شخصيات مرموقة أو ذكية بالفطرة، وتتناول الطبقات الاجتماعية والصعود الاقتصادي، مشبعة بحوار لامع ومواقف ميلودرامية وقصص حب تقليدية. تنوّعت شخصياته بين الصحفيين والأمراء والمحققين والسيدات المستقلات واللوردات، وإن كانت تميل في الغالب إلى النمطية والمثالية. أما أسلوبه السردي، فقد تأثر بخلفيته الصحفية، حيث اعتمد على البناء القصصي المتقطع الذي يشبه الحلقات، وغالبًا ما تكون الشخصية الرئيسية هي الخيط الوحيد الرابط بين الفصول.
كما كتب كتابًا في أدب الرحلات بعنوان (The Unchanging East) الشرق الذي لا يتغير، نُشر في طبعة من مجلدين في بوسطن، وطبعة من مجلد واحد في لندن، وكلاهما صدر عام 1900.
من أبرز رواياته (The victors) المنتصرون (1901) التي تناولت السياسة الحضرية، ورواية (The mutable many) النفوس المتقلبة (1896) التي ركزت على إضراب عمالي، وهما من أكثر أعماله واقعية وابتعادًا عن الزخرف الأدبي. وله عدد من الأعمال التي اتخذت من كندا مسرحًا لها، مثل رواية (In the midst of alarms) وسط أجراس الخطر (1894)، وهي معالجة ساخرة لغزو الفينيين عام 1866، ورواية (The measure of the rule) مقياس الحكم (1907)، التي تناولت تجربته في المدرسة النموذجية في تورونتو برؤية تهكمية. كما أكمل عام 1903 رواية (The O’Ruddy) أورودي، التي كان قد بدأها صديقه الراحل ستيفن كرين، بأسلوب فعّال وحيوي.

لم يكن بار يتبنى طموحات أدبية عالية، بل كتب بروح ساخرة عن مهنته ككاتب. في مقالته (Literature in Canada) الأدب في كندا (1899)، نُشرت في مجلة الكندية (المجلد 14) بين نوفمبر 1899 وأبريل 1900. هاجم برؤية نقدية واقع الثقافة الكندية بقوله:
 إن "المواطن الكندي العادي يحب الويسكي أكثر من الكتب". 

## أعماله
إلى جانب الأعمال المذكورة في سيرته، تشمل منشورات بار عددًا من الروايات التي ظهرت في طبعات منفصلة في لندن ونيويورك، منها:

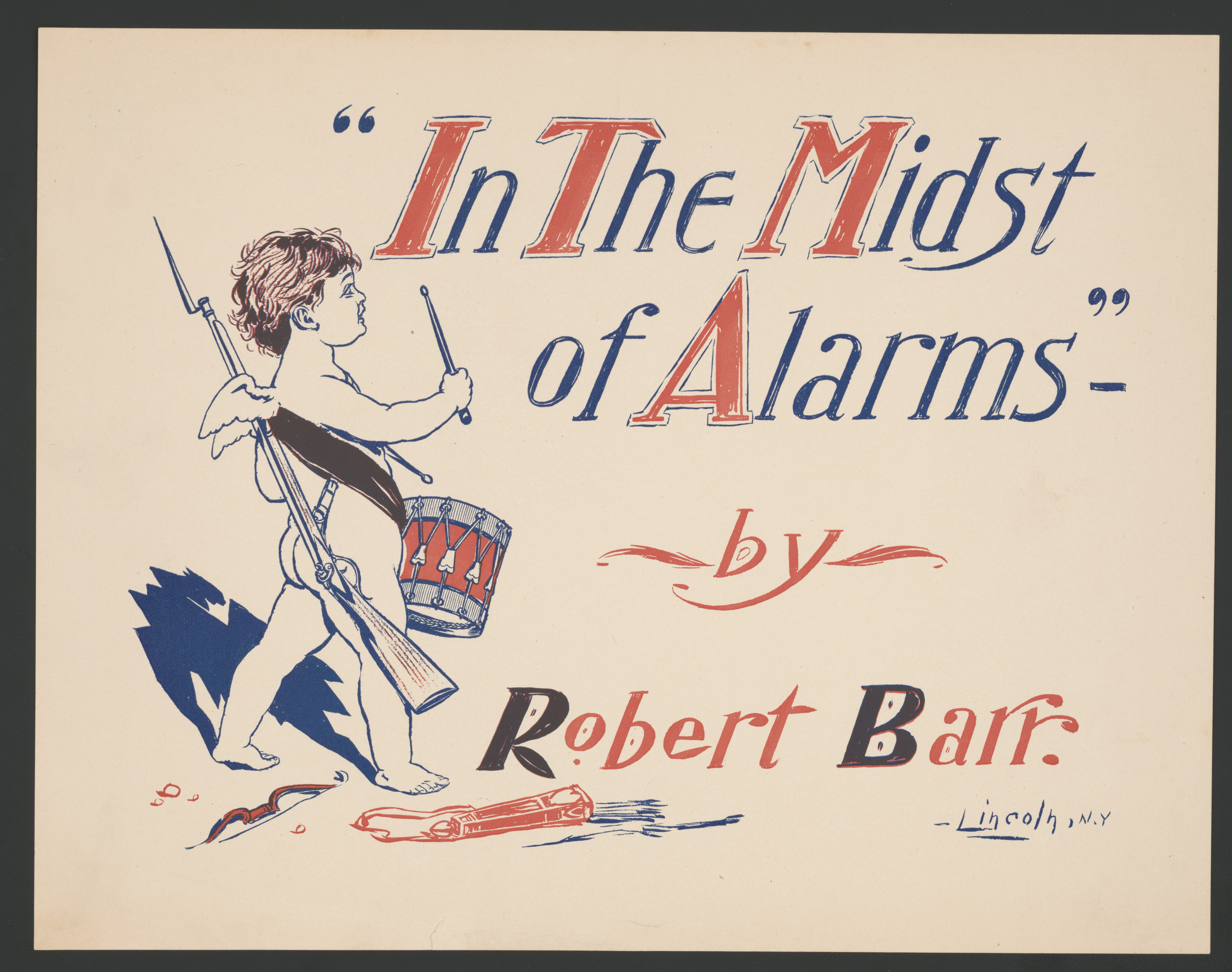
روايته وسط اجرار الخطر

#### روايات، تشمل:
- (From Whose Bourne) من عالم الأرواح (1893)
- (In the midst of alarms) وسط أجراس الخطر (1894)
- (A Woman Intervenes) تَدخُّل امرأة (1896)
- (The Mutable Many) النفوس المتقلبة (1896)
- (Tekla: A Romance of Love and War) تيكلا: قصة حب وحرب (1898)
- (Jennie Baxter, Journalist) الصحفية جيني باكستر (1899)
- (A Prince of Good Fellows) أمير الرفاق الطيبين (1902)
- (The O’Ruddy) أورودي (1903)
- (The Speculations of John Steele) مضاربات جون ستيل (1905)
- (A Rock in the Baltic) صخرة في بحر البلطيق (1906)
- (The Measure of The Rule) مقياس الحكم (1907)
- (Young Lord Stranleigh) اللورد سترانلي الشاب (1908)
- (The Sword Maker) صانع السيوف (1910)

#### مجموعاته القصصية، تشمل:
- (In a Steamer Chair, and Other Shipboard Stories) في كرسي بخاري، وقصص أخرى من على متن السفن (1892) تتألف من 13 قصةً قصيرة.
- (The Face and the Mask) الوجه والقناع (طبعة لندن، 1894، وطبعة نيويورك في العام التالي) تتألَّف هذه المجموعةُ القصصية من 24 قصةً قصيرة.
- (!Revenge) انتقام! (لندن، 1896) تكوَّن المجموعة من 20 قصةً قصيرة.

## يوجين فالمونت (Eugène Valmont)
النجاح الهائل الذي حققته شخصية شيرلوك هولمز (Sherlock Holmes) من تأليف آرثر كونان دويل ألهم سيلًا من المقلدين على جانبي المحيط الأطلسي، تقريبًا من أواخر ثمانينيات القرن التاسع عشر وحتى أوائل عشرينيات القرن العشرين. ظهرت محققات سيدات ومحققون من الطبقة الراقية، وجميعهم بلا استثناء كانوا أذكياء لامعين، يتمتعون بحدس حاد وعبقرية استنتاجية.
أن أكثر أعمال بار شهرة وبقاءً هو مجموعته القصصية (The triumphs of Eugène Valmont) انتصارات يوجين فالمونت (1906). حيث استغل روبرت بار الشعبية المتزايدة لأدب الجريمة وشخصيات المحققين النبلاء من خلال شخصية المحقق الفرنسي المتغطرس والساذج؛ يوجين فالمونت (Eugène Valmont)، والتي هي محاكاة ساخرة لشخصية شيرلوك هولمز، واعتبرها بعض النقاد نموذجًا أوليًا لشخصية هيركيول بوارو التي ابتكرتها أجاثا كريستي. ظهرت قصص فالمونت في عدد من المجلات البريطانية والأمريكية، مثل مجلة (Windsor Magazine)، ومجلة (Pearson Magazine)، و(The Saturday Evening Post) قبل ان يجمعها في مجلد عام (1906). ان ابتكار المحقق الأرستقراطي الذي يجمع بين السحر والسخرية، في تناقض واضح مع المحققين الأكثر جدية في عصره، يمثل رؤية نقدية عميقة للقوالب التقليدية في أدب الجريمة، مقدّمًا منظورًا جديدًا أثّر لاحقًا في شخصيات بارزة في هذا النوع الأدبي. غالبًا ما تنتهي تحقيقات فالمونت بإخفاقات كوميدية، مما يبرز براعة بار في السرد الساخر والأسلوب القصصي الهزلي. تميز أسلوبه الأدبي بحبكات ذكية ونهايات ساخرة، مما جعل قرّاءه يستمتعون بحلول فكاهية لألغاز تبدو معقدة.

تعود هذه المجموعة القصصية إلى "حقبة جرائم ضوء الغاز" (Gaslight Crime Era) — يشير إلى فترة زمنية في أواخر القرن التاسع عشر وأوائل القرن العشرين، تميزت بانتشار قصص الجريمة والغموض التي دارت أحداثها في بيئات مضاءة بمصابيح الغاز، والتي كانت شائعة في المدن الكبرى آنذاك. تُبرز هذه القصص أجواءً مميزة من الغموض والتشويق، وتعكس التحولات الاجتماعية والتكنولوجية لتلك الحقبة. من أبرز الشخصيات الأدبية التي ظهرت في تلك الفترة المحقق الشهير شيرلوك هولمز (Sherlock Holmes)، الذي ابتكره السير آرثر كونان دويل (Sir Arthur Conan Doyle).
"عندما أقول إن اسمي فالمونت، فإن هذا الاسم لن يُعطي أيَّ انطباعٍ للقارئ، بشكلٍ أو بآخر. أعمل محقِّقًا خاصًّا في لندن، لكنك إن سألت أيَّ ضابط شرطة في باريس عن فالمونت، فعلى الأرجح سيستطيع إخبارك عني، ما لم يكن قد التحق حديثًا بالخدمة. وإن سألته عن مكان فالمونت في الوقت الحالي، فربما لن يعرف، ومع ذلك فلي باع طويل مع شرطة باريس."

— "انتصارات يوجين فالمونت" (The Triumph of Eugéne Valmont)
فالمونت هو محقق خاص، مثقف وأنيق، يعمل في لندن. لكنه ليس إنجليزيًا — بل فرنسي. كان سابقًا من ألمع نجوم الشرطة الباريسية، ويُلقب بـ "رئيس المحققين لحكومة فرنسا"، لكنه أقيل فجأة من منصبه الرفيع — ليس بسبب الفشل أو ضعف الكفاءة، كما يحب أن يؤكد — بل نتيجة لإحراج وطني. إذ يبدو أنه ألقى القبض على "أشهر محقق إنجليزي" وزجّ به في السجن أثناء تحقيقه في سرقة مجوهرات شهيرة. وقد جعلت الصحافة الفرنسية من الحادثة مادة دسمة للسخرية.
ليس من الغريب إذن أن لندن أصبحت موطنه الجديد. عمره غير محدد بدقة، وربما في منتصف الأربعينيات، وغير متزوج. يتميز بشخصية مغرورة ومتعجرفة، كثير الاحتفاء بنفسه، دقيق في إجراءاته، وتغلب عليه الثقة الزائدة. غالبًا ما تخطئ استنتاجاته الثاقبة — التي تبدو للوهلة الأولى ذكية ومقنعة — لأنه يخلط بين المظاهر والحقيقة، وهو ما يُعد جزءًا من المحاكاة الساخرة البارعة التي يستخدمها بار للسخرية من تقاليد هذا النوع الأدبي.
كانت هذه المجموعة القصصية، بالنسبة لبار، بمثابة انتصار يجمع بين الشخصية والأسلوب؛ إذ تُعد طبيعة فالمونت الفريدة في جوهرها غالبًا المحتوى الرئيسي لقضاياه. إنه الفرد الوحيد الذي يمتلك عمقًا حقيقيًا في هذه القصص. وتُمثل المجموعة، التي تجاوز فيها بار قدراته الصحفية، تجربته المستمرة الوحيدة في مجال أدب الجرائم (detective fiction).

على الرغم من أن فالمونت يظهر بموقف ثابت وآراء جازمة وتصرف استبدادي ومغرور أثناء تحقيقاته، إلا أنه يمتلك سحرًا لا يُنكر؛ حيث تجعل سماته الخاصة وتعلقاته الشخصية منه شخصية مميزة تمامًا. ولا تزداد جاذبيته إلا من خلال تباهيه. فهو واثق تمامًا من تفوقه وكماله، ويفتخر بأناقته الحضارية، رغم انزعاجه من السخرية التي وُجهت إليه في الصحافة الفرنسية. وتكون استنتاجاته حادة ومعقولة للغاية، حتى وإن كانت في بعض الأحيان مضللة جذريًا؛ إذ يعتمد أحيانًا على الحدس بدلاً من الأدلة أو الإثبات. يمتلك فالمونت غرورًا هائلًا وحيوية فرنسية (Gallic vivacity) متميزة وإخلاصًا لا يتزعزع، كما أنه مهتم بشدة بالمكافآت المالية الناتجة عن ممارسته الخاصة.

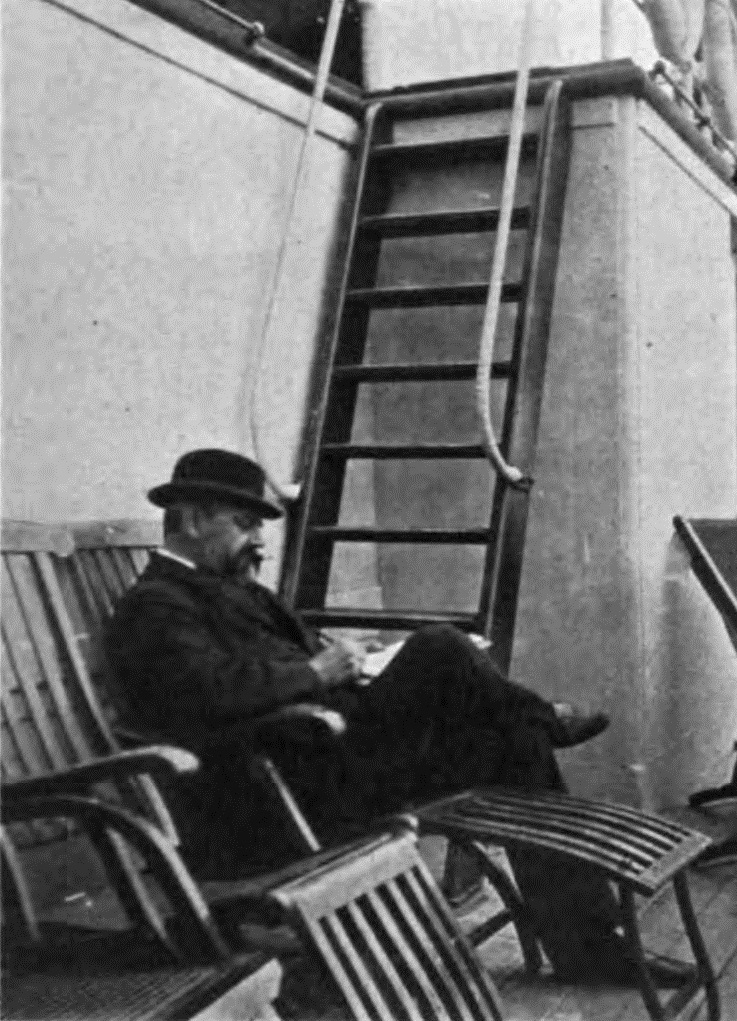
The bookman v.36 1912 Sept.-1913 Feb.

إن شخصية فالمونت هي التي تدعم هذه القصص؛ فذلك الجمود الذكي، وغير الواضح، وإصراره المستمر على اكتشاف الأنشطة الإجرامية، تُضفي عليها سحرًا خاصًا. فهو يميل إلى استنتاج ظروف مشبوهة وتعقيدات حيث لا توجد. وله قاعدة ثابتة يقول: "لا أصدق أبدًا أنني وصلت إلى جوهر أي قضية حتى أجد شيئًا مشبوهًا"، وغالبًا ما تحل استنتاجاته محل البصيرة البشرية الطبيعية أو اعتبار الحقائق البديلة. كما يستطيع فالمونت بهدوء أن يشرح أو يبرر أي اختلاف بين توقعاته والواقع في تسلسل الأحداث.
وعلى الرغم من أن فالمونت يفتخر بهدوئه وثباته، إلا أن الطبيعة الإنجليزية تزعجه. فهو ينظر بتعالي لا نهائي إلى أساليب الشرطة البريطانية، وينتقدها باستمرار بطريقة ساخرة ومتعالية. ويعتقد أن مفهوم "البراءة حتى تثبت الذنب" (innocence until guilt is proved) أمر سخيف، حيث يبرر بذلك انتهاكاته المبررة للإجراءات القانونية في مواجهة الفكر المحافظ الإنجليزي. وعلى مدار انتصاراته المشكوك فيها، يُستهدف غموض عقلية الأمة في تعليقات ذكية متكررة: "ليس من العجيب أن الإنجليز لا يمتلكون دراما، فهم لا يقدرون اللحظات المثيرة في الحياة؛ فهم لا يستيقظون بسرعة على أضواء وظلال الأحداث."
لكن نظرة بار لهذا النوع الأدبي (أدب الجريمة) كانت مختلفة تمامًا، إذ تبنّى أسلوبًا ساخرًا، فجعل تحقيقات فالمونت، إن لم تكن تافهة تمامًا، غالبًا ما تنتهي بالفشل. سخِر بار من نمط "العباقرة الأدبيين" عبر تحكّمه الدقيق في تقنيات السرد البوليسي.
ومع ذلك، فإن عنوان الكتاب يبدو خادعًا بعض الشيء؛ فرغم غرور فالمونت الذي يشبه غرور بوارو (Hercule Poirot)، وغروره الفكري، وموقفه المتعالي تجاه الإنجليز الذين لا يفهمهم جيدًا، فإن "انتصاراته — triumphs" هي في الواقع سلسلة من الإخفاقات. ففي أولى القضايا، يعتقل محققًا إنجليزيًا خاصًا، ويفشل في استعادة المجوهرات، ويُخدع على يد الرجل الذي اشتراها، مما يجعل فرنسا موضع سخرية ويؤدي إلى فصله من منصبه.
برع بار في استخدام أسلوب السرد الهزلي (burlesque narrative)، حيث ينقلب مسار الأحداث في النهاية ليكشف أن الوقائع المثيرة للشك لم تكن سوى ممارسات بريئة. وبهذه الحبكة، تصبح الحلول البسيطة بديلًا عن التعقيدات التقليدية، مما يضع "ألغاز" الجريمة في منظور غير شرير ويقدم نهايات كوميدية داخل تعقيدات وخداع أدب الجريمة "الجاد". استمرار ظهور مغامرات فالمونت في مختارات أدبية يؤكد نجاح هذه الشخصية الفريدة، التي تمثل رؤية بار المبتكرة وغير التقليدية لأدب التحري.
تحتوي هذا المجموعة القصصية على ٨ قصص:
1. لغز الماسات الخمسمائة (The Mystery of the Five Hundred Diamonds)
2. التوأم السيامي لقاذف القنابل (The Siamese Twin of a Bomb-Thrower)
3. دليل الملاعق الفضية (The Clue of the Silver Spoons)
4. ثروة اللورد تشيزلريغ المفقودة (Lord Chizelrigg's Missing Fortune)
5. عصابة شاردي الذهن (The Absent-Minded Coterie)
6. الشبح ذو القدم المعوجة (The Ghost with the Club-Foot)
7. إطلاق سراح وايومينج إد (The Liberation of Wyoming Ed)
8. زمردات ليدي أليشيا (Lady Alicia's Emeralds)

## لغز بيغرام العظيم (The Great Pegram Mystery) او مغامرة شيرلو كومبس (The Adventures of Sherlaw Kombs)
قبل نجاح مجموعته القصصية (The triumphs of Eugène Valmont) انتصارات يوجين فالمونت (1906).، كانت هناك العديد من قصص وتحقيقات الجرائم التي سبقتها. "لغز بيغرام العظيم"، الذي نُشر في الأصل في مايو 1892 في مجلة The Idler تحت عنوان (Detective Stories Gone Wrong—The Adventures of Sherlaw Kombs) "قصص المحققين الفاشلة: مغامرات شيرلو كومبس". ونشرت تحت اسم المؤلف "لوك شارب" (Luke Sharp) الذي في في الحقيقة هو روبرت بار. تمثل خروجًا واضحًا عن أسلوبه المعتاد في كتابة القصص القصيرة. على غرار شخصية شيرلوك هولمز الشهيرة، يعزف شيرلو كومبس على الكمان، ويسخر من شرطة سكوتلاند يارد، ويتنبأ بقدوم الزوار قبل وصولهم، ويستنتج بمهارة مهنة الزائر ومهمته. يستخدم العدسة المكبرة في موقع الجريمة الظاهرة، ويجري حسابات دقيقة جدًا حتى للبوصة، ثم يعيد ترتيب الأحداث بدقة بعد وقوعها. يصر شيرلو كومبس على التعامل مع الحقائق فقط، ويستند في استنتاجاته إلى الأدلة الظرفية بشكل لا تقبل الخطأ. مساعده (Whatson) ووتسون، الذي يقوم بسرد الأحداث، هو شخص بسيط المعجب بصديقه دون أن يساهم بأي مساعدة حقيقية.

إذ أن شيرلو كومبس يخطئ في تفسير جريمة قتل بغرض السرقة ويقول انها حادثة انتحار. وتعتبر هذه المحاكاة الفنية عالية المستوى، إذ تتعزز من خلال تحقيق كومبس الدقيق والواثق من نفسه، وتبريره الذكي لاستنتاجاته (المقصود به الـ " motive دافع").
أفضل خطة لتجهيز العقل للتدمير هي إمكانية الذهاب في رحلة ليلية على متن القطار الاسكتلندي السريع، والمنظر من نوافذ القطار وهو يمرُّ عبر الجزء الشمالي من لندن، يُفضي بشكل خاص إلى أفكار تدميرية.
وقد تم تضمين هذه القصة في مختارات مغامرات شيرلوك هولمز غير الناجحة التي جمعتها إيليري كوين عام 1944.

وبالمناسبة، رغم كل تلك التلميحات تجاه هولمز، فإن العلاقة بين بار ودويل ظلت ودية. ففي مذكرات دويل الذكريات والمغامرات (Memories and Adventures" (chap. XII, 1924"، وهي مذكرات نُشرت على شكل سلسلة في الفترة من 1923 إلى 1924، وصف دويل صديقه بار بمودة قائلاً: 
"إنه بركان أنغلو — أو بالأحرى، سكوت-أمريكي، بأسلوبه الحاد، وثروته من الصفات القوية، لكنه في أعماقه يملك طبيعة من أطيب ما يكون."
حيث يستهل بار قصته بهذا النص "مع الاعتذار للدكتور كونان دويل وكتابه الممتاز؛ «دراسة في اللون القرمزي»."
تبرز هذه القصة وقصة مغامرة الغنيمة الثانية مهارة روبرت بار في محاكاة شيرلوك هولمز، لا بهدف الإساءة، بل عبر سخرية أدبية راقية تمزج الفكاهة بالعاطفة والنقد، وتُظهر احترامه الكبير للأصل، حتى وهو يضحك عليه.

## مغامرة الغنيمة الثانية (The Adventure of the Second Swag)
تبرز قصة "مغامرة الغنيمة الثانية" (The Adventure of the Second Swag, 1904) كمحاكاة ساخرة بارعة تعكس روح الفكاهة والخيال اللامحدود. كتبها بار تحت اسم لوك شارب - Luke Sharp" في ديسمبر 1904 مجلة The Idler ليقدم لنا سردًا فكاهيًا لحقبة كان فيها شيرلوك هولمز (Sherlock Holmes) في أوجِّ شهرته، وقد شكلت هذه الشخصية الأيقونية محورًا أساسيًا في القصة.

هي أكثر خفوتًا من حيث النبرة من باقي القصص، ولكنها تبني جوًا من التهديد والغموض في بدايتها، وإن كان ذلك بوضوح لا يخلو من التهكم. قد تكون بعض نكاتها فقدت شيئًا من تأثيرها مع مرور الزمن، لكن ما زالت القصة غنية بالمواقف السوداوية الظريفة، مثل قول البطل:
"عدد اللصوص الذين سلمتهم للكنيسة كي تدفنهم كافٍ لإثبات أن هذه… لم تكن جريمة مدبّرة من قبلي."